# Cod ATC B05
Codul ATC B05 Substituenți de sânge și soluții perfuzabile este o parte a sistemului de clasificare anatomică, terapeutică și chimică a medicamentelor, un sistem dezvoltat de către Organizația Mondială a Sănătății (OMS) pentru clasificarea medicamentelor și a altor produse medicinale. Subgrupul B05 este o parte a grupului B Sânge și organe hematopoetice.
Codurile pentru preparatele de uz veterinar sunt create prin alipirea literei Q în fața codului ATC corespunzător produsului pentru uz uman; de exemplu, QB05. Codurile ATCvet care nu au un cod ATC corespunzător produsului de uz uman sunt citate începând cu Q în lista următoare.

## B 05 A Sânge și produse similare

### B 05 AA Substituenți de sânge și fracțiuni proteice plasmatice
B 05 AA 01 Albumină
B 05 AA 02 Alte fracții proteice plasmatice
B 05 AA 03 Substituenți de sânge din fluorocarbon
B 05 AA 05 Dextran
B 05 AA 06 Derivați de gelatină
B 05 AA 07 Hidroxietilamidon
B 05 AA 08 Hemoglobină crosfumaril
B 05 AA 09 Hemoglobină raffimer
B 05 AA 10 Hemoglobină glutamer (bovină)
QB 05 AA 91  Hemoglobină betafumaril (bovină)

### B 05 AX Alte produse din sânge
B 05 AX 01 Eritrocite
B 05 AX 02 Trombocite
B 05 AX 03 Plasmă sanguină
B 05 AX 04 Celule stem

## B 05 B Soluții pentru administrare intravenoasă

### B 05 BA Soluții pentru alimentație parenterală
B 05 BA 01 Aminoacizi
B 05 BA 02 Emulsii uleioase
B 05 BA 03 Carbohidrați
B 05 BA 04 Hidrolizate proteice
B 05 BA 10 Combinații

### B 05 BB Soluții implicate în echilibrul hidroelectrolitic
B 05 BB 01 Electroliți
B 05 BB 02 Electroliți și carbohidrați
B 05 BB 03 Trometamol
B 05 BB 04 Electroliți în combinație cu alte medicamente

### B 05 BC Soluții pentru diureza osmotică
B 05 BC 01 Manitol
B 05 BC 02 Carbamidă

## B 05 C Soluții perfuzabile

### B 05 CA Antiinfecțioase
B 05 CA 01 Cetilpiridiniu
B 05 CA 02 Clorhexidină
B 05 CA 03 Nitrofural
B 05 CA 04 Sulfametizol
B 05 CA 05 Taurolidină
B 05 CA 06 Acid mandelic
B 05 CA 07 Noxitiolină
B 05 CA 08 Lactat de etacridină
B 05 CA 09 Neomicină
B 05 CA 10 Combinații

### B 05 CB Soluții saline
B 05 CB 01 Clorură de sodiu
B 05 CB 02 Citrat de sodiu
B 05 CB 03 Citrat de magneziu
B 05 CB 04 Bicarbonat de sodiu
B 05 CB 10 Combinații

### B 05 CX Alte soluții pentru administrare intravenoasă
B 05 CX 01 Glucoză
B 05 CX 02 Sorbitol
B 05 CX 03 Glicină
B 05 CX 04 Manitol
B 05 CX 10 Combinații

## B 05 X Aditivi pentru soluții intravenoase

### B 05 XA Soluții de electroliți
B 05 XA 01 Clorură de potasiu
B 05 XA 02 Bicarbonat de sodiu
B 05 XA 03 Clorură de sodiu
B 05 XA 04 Clorură de amoniu
B 05 XA 05 Sulfat de magneziu
B 05 XA 06 Fosfat de potasiu, inclusiv combinații cu alte săruri de potasiu
B 05 XA 07 Clorură de calciu
B 05 XA 08 Acetat de sodiu
B 05 XA 09 Fosfat de sodiu
B 05 XA 10 Fosfat de magneziu
B 05 XA 11 Clorură de magneziu
B 05 XA 12 Clorură de zinc
B 05 XA 13 Acid clorhidric
B 05 XA 14 Glicerofosfat de sodiu
B 05 XA 15 Lactat potasiu
B 05 XA 16 Soluții cardioplegia
B 05 XA 30 Combinații de electroliți
B 05 XA 31 Electroliți în combinații cu alte preparate

### B 05 XB Aminoacizi
B 05 XB 01 Clorhidrat de arginină
B 05 XB 02 Alanil glutamină
B 05 XB 03 Lizină

### B 05 XX Alți aditivi pentru soluții intravenoase
B 05 XX 02 Trometamol